# Rudolf Kittel

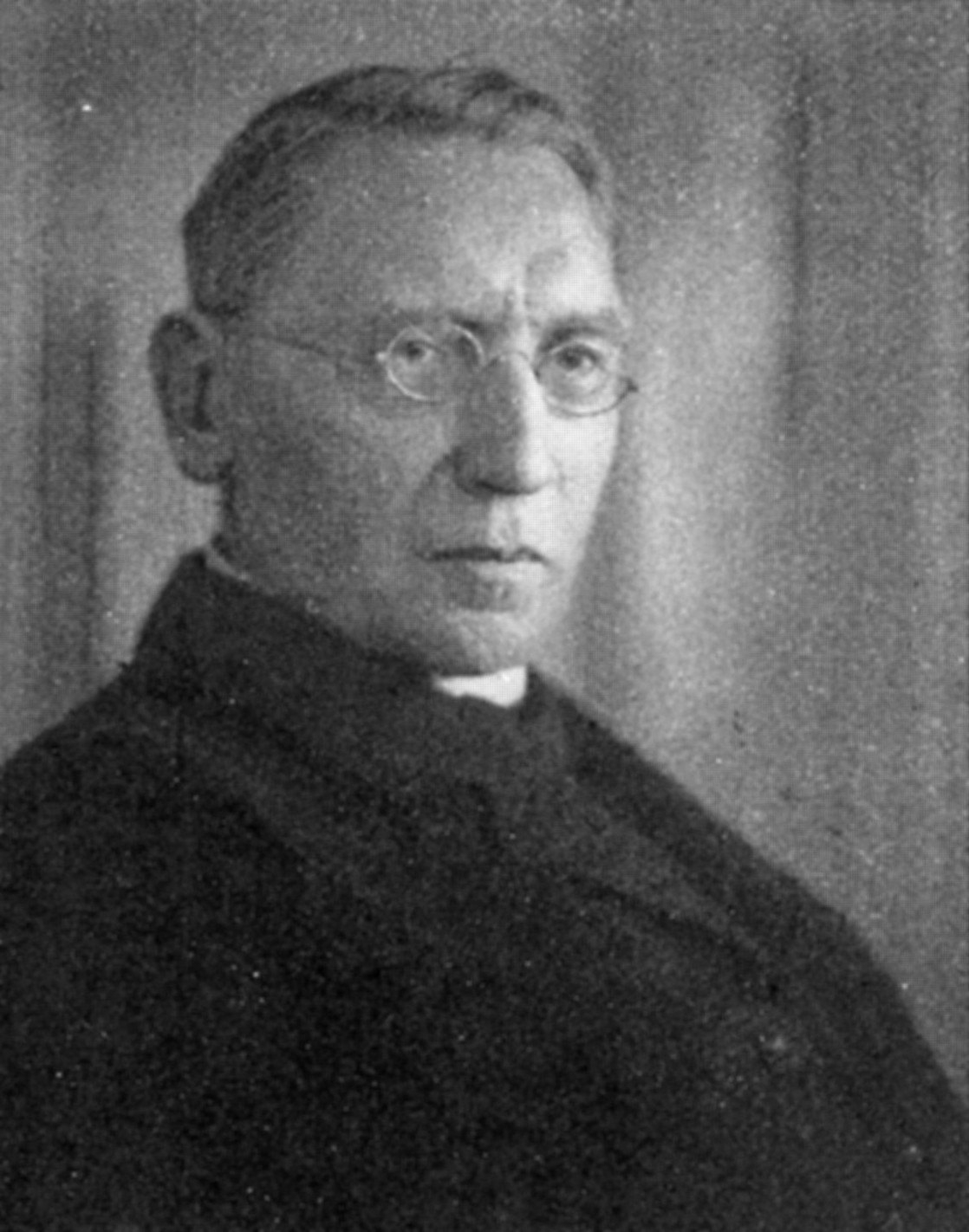
Rudolf Kittel, um 1913

Rudolf Kittel

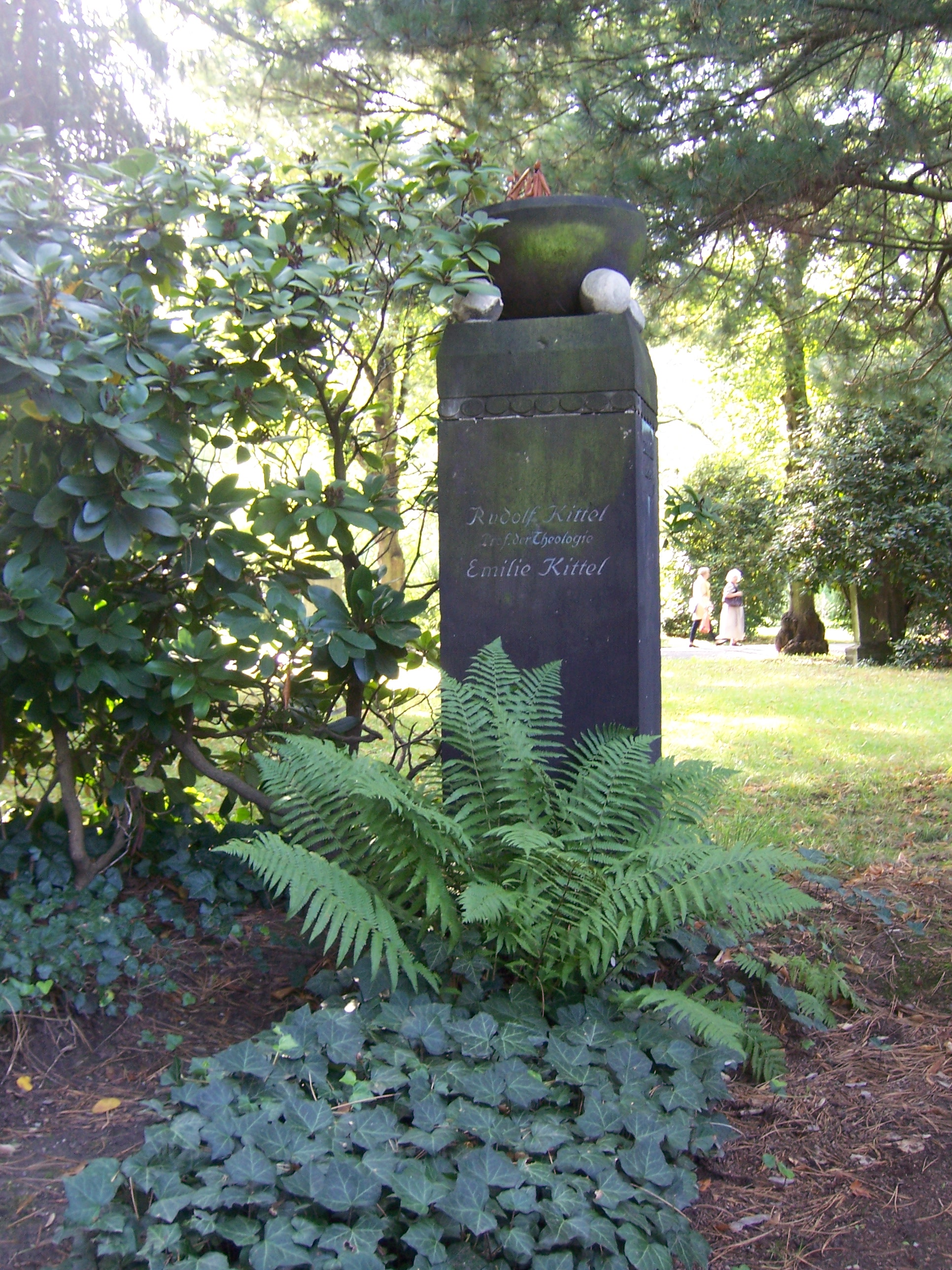
Kittels Grabstätte auf dem Südfriedhof (Leipzig)

Rudolf Kittel (* 28. März 1853 in Eningen unter Achalm, Württemberg; † 20. Oktober 1929 in Leipzig) war ein deutscher evangelischer Theologe. 

## Leben
Rudolf Kittel, der in einer pietistischen Familie aufwuchs, verlor seinen Vater schon 1860. Er studierte ab 1871 Evangelische Theologie an der Eberhard-Karls-Universität Tübingen und wurde Mitglied der Tübinger Königsgesellschaft Roigel. Prägend waren zwei seiner akademischen Lehrer, der Theologe Johann Tobias Beck und der Historiker Karl Heinrich Weizsäcker. 1876 promovierte er zum Dr. phil.
Vorübergehend wirkte er als Geistlicher. 1879/80 war er Repetent für Philosophie am Tübinger Stift. Von 1881 bis 1887 war er Lehrer für Religion und Hebräische Sprache am Karls-Gymnasium (Stuttgart). In jener Zeit arbeitete er an seiner Geschichte der Hebräer, die er 1887 abschloss. 
Im Dreikaiserjahr berief ihn die Schlesische Friedrich-Wilhelms-Universität Breslau als o. Professor für Alttestamentliche Wissenschaft. Für das akademische Jahr 1896/97 wurde er zum Rektor der Universität gewählt. 1898 wechselte er auf den Lehrstuhl der Universität Leipzig. Dort widmete er sich den Amarnatafeln und dem Codex Hammurapi. 1901/02, 1907/08 und 1911/12 war er Dekan der Theologischen Fakultät. 1917/18 und 1918/19 war er an der Universität Leipzig wiederum Rektor.
Kittel selbst sah „in Wissenschaft und Frömmigkeit nie Gegensätze“ (Autobiographie, 3). Bis heute bewahrt die Biblia Hebraica Kittel seinen Namen.

## Schriften
- Biblia Hebraica (BHK), 1909[3]
- Die Alttestamentliche Wissenschaft in ihren wichtigsten Ergebnissen mit Berücksichtigung des Religionsunterrichts, 1910
- Die Alttestamentliche Wissenschaft in ihren wichtigsten Ergebnissen dargestellt, 1917
- Die Religion des Volkes Israel, 1921
- Geschichte des Volkes Israel, 1923
- Gestalten und Gedanken in Israel, 1925